# Championnats de Belgique d'athlétisme 1969
En 1969 les Championnats de Belgique d'athlétisme toutes catégories pour hommes et femmes se sont déroules les 2 et 3 août à Bruxelles

## Résultats
| Hommes                  | Prestation    | Catégorie         | Femmes                | Prestation   |
| ----------------------- | ------------- | ----------------- | --------------------- | ------------ |
| Paul Poels              | 10 s 6        | 100 m             | Rita Jacobs           | 12 s 2       |
| Paul Poels              | 21 s 4        | 200 m             | Godelieve Ducatteeuw  | 24 s 7       |
| Willy Vandenwijngaerden | 47 s 9        | 400 m             | Francine Peyskens     | 57 s 7       |
| Tony Govaerts           | 1 min 52 s 0  | 800 m             | Francine Peyskens     | 2 min 14 s 8 |
| André Dehertoghe        | 3 min 43 s 1  | 1 500 m           | Marie-Claire Decroix  | 4 min 48 s 1 |
| Gaston Roelants         | 14 min 10 s 6 | 5 000 m           | -                     | -            |
| Gaston Roelants         | 29 min 27 s 6 | 10 000 m          | -                     | -            |
| -                       | -             | 100 m haies       | Anne Van Rensbergen   | 15 s 0       |
| Wilfried Geeroms        | 14 s 5        | 110 m haies       | -                     | -            |
| -                       | -             | 200 m haies       | Nora Mommens          | 28 s 3       |
| Karel Brems             | 53 s 0        | 400 m haies       | -                     | -            |
| Eddy Van Butsele        | 8 min 47 s 0  | 3 000 m steeple   | -                     | -            |
| Paul Dumont             | 1,95 m        | Saut en hauteur   | Helga Deprez          | 1,57 m       |
| Roger Lespagnard        | 4,30 m        | Saut à la perche  | -                     | -            |
| Philippe Housiaux       | 7,35 m        | Saut en longueur  | Monique Vanherck      | 5,77 m       |
| Albert Van Hoorn        | 14,49 m       | Triple saut       | -                     | -            |
| François Hoste          | 16,75 m       | Lancer du poids   | Helga Deprez          | 11,95 m      |
| Robert Van Schoor       | 53,00 m       | Lancer du disque  | Maggy Wauters         | 41,62 m      |
| Lode Wyns               | 72,58 m       | Lancer du javelot | Ghislaine D'Hollander | 40,64 m      |
| Marcel Hertogs          | 57,82 m       | Lancer du marteau | -                     | -            |

## Sources
- Ligue Belge Francophone d'Athlétisme